# فهرست آثار آنتونی گائودی
آنتونی گائودی معماری از کاتالونیا، اسپانیا بود که به جنبش مدرنیسم (آرت نوو) تعلق داشت. او به خاطر سبک منحصر به فرد و طراحی‌های بسیار فردی‌اش مشهور بود.
به عنوان دانشجوی معماری در مدرسه عالی فنی معماری در بارسلونا از سال ۱۸۷۳ تا ۱۸۷۷، گائودی نمرات متوسطی کسب کرد، اما در طراحی‌ها و پروژه‌های آزمایشی خود بسیار خوب عمل کرد. گائودی در سال۱۸۷۷ به عنوان معمار تأیید شد.
وقتی الیز روژنت مدرک گائودی را امضا کرد، گفت: «چه کسی می‌داند که ما این مدرک را به یک دیوانه داده‌ایم یا به یک نابغه. زمان به ما خواهد گفت.»
گائودی بلافاصله به برنامه‌ریزی و طراحی پرداخت. او در تمام طول عمرش با مدرسه در ارتباط بود.

## آثار ساخته شده در دوران زندگی گائودی
تاریخ‌ها به دوره‌ای اشاره دارند که گائودی در مرحله ساخت ساختمان دخیل بوده است.
| نام                                           | نگاره | میراث جهانی | موقعیت                             | سال شروع | سال پایان | مختصات                                                                       |
| --------------------------------------------- | ----- | ----------- | ---------------------------------- | -------- | --------- | ---------------------------------------------------------------------------- |
| ساگرادا فامیلیا: سرداب، محراب، نمای تولد عیسی |       | #۵          | بارسلون                            | ۱۸۸۳     | n/a       | ۴۱°۲۴′۱۳″ شمالی ۲°۱۰′۲۸″ شرقی / ۴۱٫۴۰۳۶۱°شمالی ۲٫۱۷۴۴۴°شرقی                  |
| ال کاپریچو                                    |       |             | کومیاس (کانتابریا)                 | ۱۸۸۳     | ۱۸۸۵      | ۴۳°۲۳′۰۱″شمالی ۴°۱۷′۳۴″غربی / ۴۳٫۳۸۳۷°شمالی ۴٫۲۹۲۷°غربی                      |
| کازا ویسنس                                    |       | #۴          | بارسلون                            | ۱۸۸۳     | ۱۸۸۸      | ۴۱°۲۴′۱۲٫۵۰″ شمالی ۲°۹′۲٫۴۴″ شرقی / ۴۱٫۴۰۳۴۷۲۲°شمالی ۲٫۱۵۰۶۷۷۸°شرقی          |
| کاخ اسقفی آستورگا                             |       |             | آستورگا (استان لئون)               | ۱۸۸۳     | ۱۸۹۳      | ۴۲°۲۷′۲۸″ شمالی ۶°۰۳′۲۱″ غربی / ۴۲٫۴۵۷۷۸°شمالی ۶٫۰۵۵۸۳°غربی                  |
| عمارت گوئل                                    |       |             | بارسلون                            | ۱۸۸۴     | ۱۸۸۷      | ۴۱°۲۳′۲۲٫۱۳۸۲″ شمالی ۲°۰۷′۹٫۹۰۰۶″ شرقی / ۴۱٫۳۸۹۴۸۲۸۳۳°شمالی ۲٫۱۱۹۴۱۶۸۳۳°شرقی |
| پالائو گوئل                                   |       | #۲          | بارسلون                            | ۱۸۸۵     | ۱۸۹۰      | ۴۱°۲۲′۴۴″ شمالی ۲°۱۰′۲۷″ شرقی / ۴۱٫۳۷۸۸۹°شمالی ۲٫۱۷۴۱۷°شرقی                  |
| کالج سنت ترزا-گاندوشر                         |       |             | بارسلون                            | ۱۸۸۸     | ۱۸۸۹      | ۴۱°۲۳′۵۹٫۷۶″ شمالی ۲°۷′۵۸٫۲۷″ شرقی / ۴۱٫۳۹۹۹۳۳۳°شمالی ۲٫۱۳۲۸۵۲۸°شرقی         |
| خانه بوتینس                                   |       |             | لئون، اسپانیا                      | ۱۸۹۱     | ۱۸۹۲      | ۴۲°۳۵′۵۴″ شمالی ۵°۳۴′۱۴″ غربی / ۴۲٫۵۹۸۳۳°شمالی ۵٫۵۷۰۵۶°غربی                  |
| بودگاس گوئل                                   |       |             | سیتخس (استان بارسلون)              | ۱۸۹۵     | ۱۸۹۷      | ۴۱°۱۵′۲۱٫۰۹″ شمالی ۱°۵۴′۱۹٫۵۵″ شرقی / ۴۱٫۲۵۵۸۵۸۳°شمالی ۱٫۹۰۵۴۳۰۶°شرقی        |
| خانه کالوت                                    |       |             | بارسلون                            | ۱۸۹۸     | ۱۹۰۰      | ۴۱°۲۳′۲۷″ شمالی ۲°۱۰′۲۳″ شرقی / ۴۱٫۳۹۰۸۳°شمالی ۲٫۱۷۳۰۶°شرقی                  |
| بلسگارد                                       |       |             | بارسلون                            | ۱۹۰۰     | ۱۹۰۹      | ۴۱°۲۴′۳۴″ شمالی ۲°۰۷′۳۷″ شرقی / ۴۱٫۴۰۹۴۴°شمالی ۲٫۱۲۶۹۴°شرقی                  |
| پارک گوئل                                     |       | #۱          | بارسلون                            | ۱۹۰۰     | ۱۹۱۴      | ۴۱°۲۴′۴۹″ شمالی ۲°۰۹′۱۰″ شرقی / ۴۱٫۴۱۳۶۱°شمالی ۲٫۱۵۲۷۸°شرقی                  |
| باغ‌های آرتیگاس                                |       |             | لا پبلا د لییت (استان بارسلون)     | ۱۹۰۵     | ۱۹۰۶      | ۴۲°۱۵′۱۳″ شمالی ۱°۵۸′۳۰″ شرقی / ۴۲٫۲۵۳۶۱°شمالی ۱٫۹۷۵۰۰°شرقی                  |
| کازا بالیو                                    |       | #۶          | بارسلون                            | ۱۹۰۴     | ۱۹۰۶      | ۴۱°۲۳′۳۰″ شمالی ۲°۰۹′۵۴″ شرقی / ۴۱٫۳۹۱۶۷°شمالی ۲٫۱۶۵۰۰°شرقی                  |
| کازا میلا                                     |       | #۳          | بارسلون                            | ۱۹۰۶     | ۱۹۱۲      | ۴۱°۲۳′۴۳″ شمالی ۲°۰۹′۴۲″ شرقی / ۴۱٫۳۹۵۲۸°شمالی ۲٫۱۶۱۶۷°شرقی                  |
| کلیسای کولونیا گوئل                           |       | #۷          | سانتا کلما د سرویو (استان بارسلون) | ۱۹۰۸     | ۱۹۱۴      | ۴۱°۲۱′۴۹″ شمالی ۲°۱′۴۱″ شرقی / ۴۱٫۳۶۳۶۱°شمالی ۲٫۰۲۸۰۶°شرقی                   |
| مدارس ساگرادا فامیلیا                         |       | #5*         | بارسلون                            | ۱۹۰۹     | ۱۹۰۹      | ۴۱°۲۴′۱۰٫۷″ شمالی ۲°۱۰′۲۷٫۰″ شرقی / ۴۱٫۴۰۲۹۷۲°شمالی ۲٫۱۷۴۱۶۷°شرقی            |

## طراحی‌های ساختمان
طراحی‌های ساختمان‌هایی که در دوران زندگی معمار به‌طور کامل یا حداقل به‌طور کامل محقق نشدند. تاریخ‌ها به دوره‌ای اشاره دارند که گائودی در طراحی مشارکت داشت.
| نام                       | نگاره | موقعیت                     | تاریخ    | مختصات                                                      |
| ------------------------- | ----- | -------------------------- | -------- | ----------------------------------------------------------- |
| ساگرادا فامیلیا           |       | بارسلون                    | ۱۸۸۳–n/a | ۴۱°۲۴′۱۳″ شمالی ۲°۱۰′۲۸″ شرقی / ۴۱٫۴۰۳۶۱°شمالی ۲٫۱۷۴۴۴°شرقی |
| میسون فرانسیسکانی در طنجه |       | طنجه، مراکش                | ۱۸۹۲     |                                                             |
| هتل آتراکشن               |       | نیویورک سیتی، ایالات متحده | ۱۹۰۸     |                                                             |

## میراث جهانی
1. هشت (قسمت از) ساختمان‌ها در فهرست میراث جهانی یونسکو شماره ۳۲۰، آثار آنتونی گائودی گنجانده شده‌اند که همگی در استان بارسلون واقع شده‌اند:
2. پارک گوئل
3. پالائو گوئل
4. کازا میلا
5. کازا ویسنس
6. نمای تولد و سرداب ساگرادا فامیلیا

سایر قسمت‌های ساگرادا فامیلیا، از جمله مدارس ساگرادا فامیلیا، در منطقه حائل بخش پنجم سایت میراث جهانی قرار دارند.
1. کازا بالیو
2. سرداب کولونیا گوئل

منطقه حائل شامل بخشی از کولونیا گوئل و برج سالوانا می‌شود.

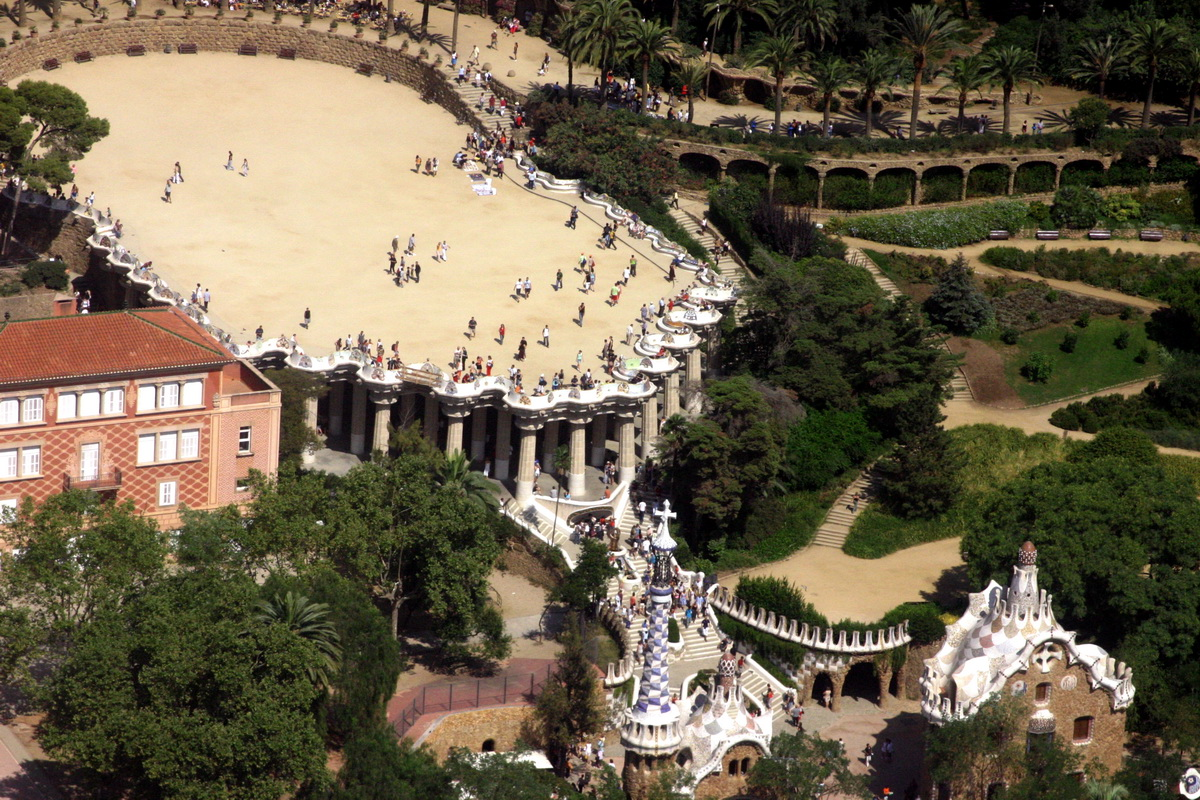
۱. پارک گوئل
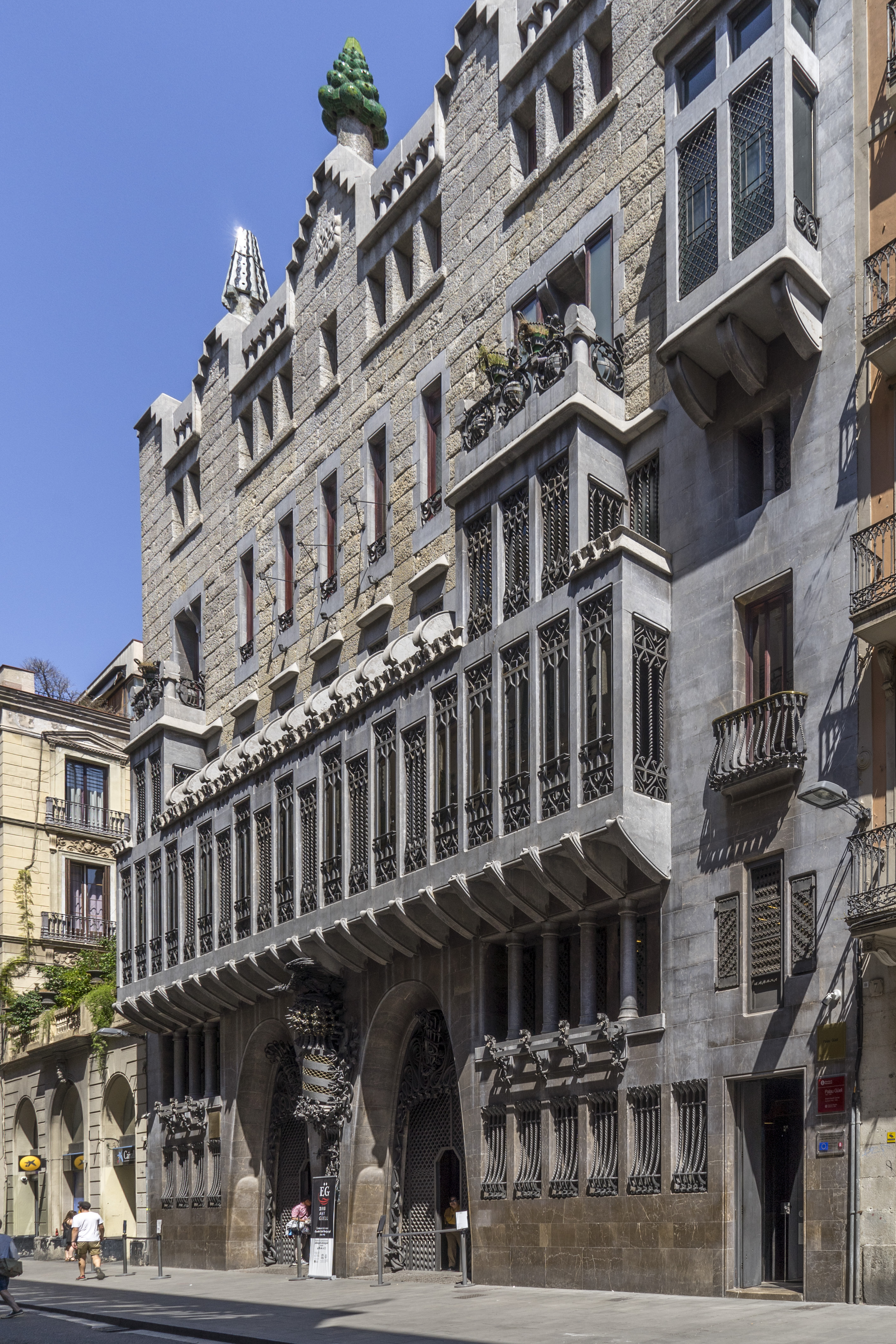
۲. پالائو گوئل
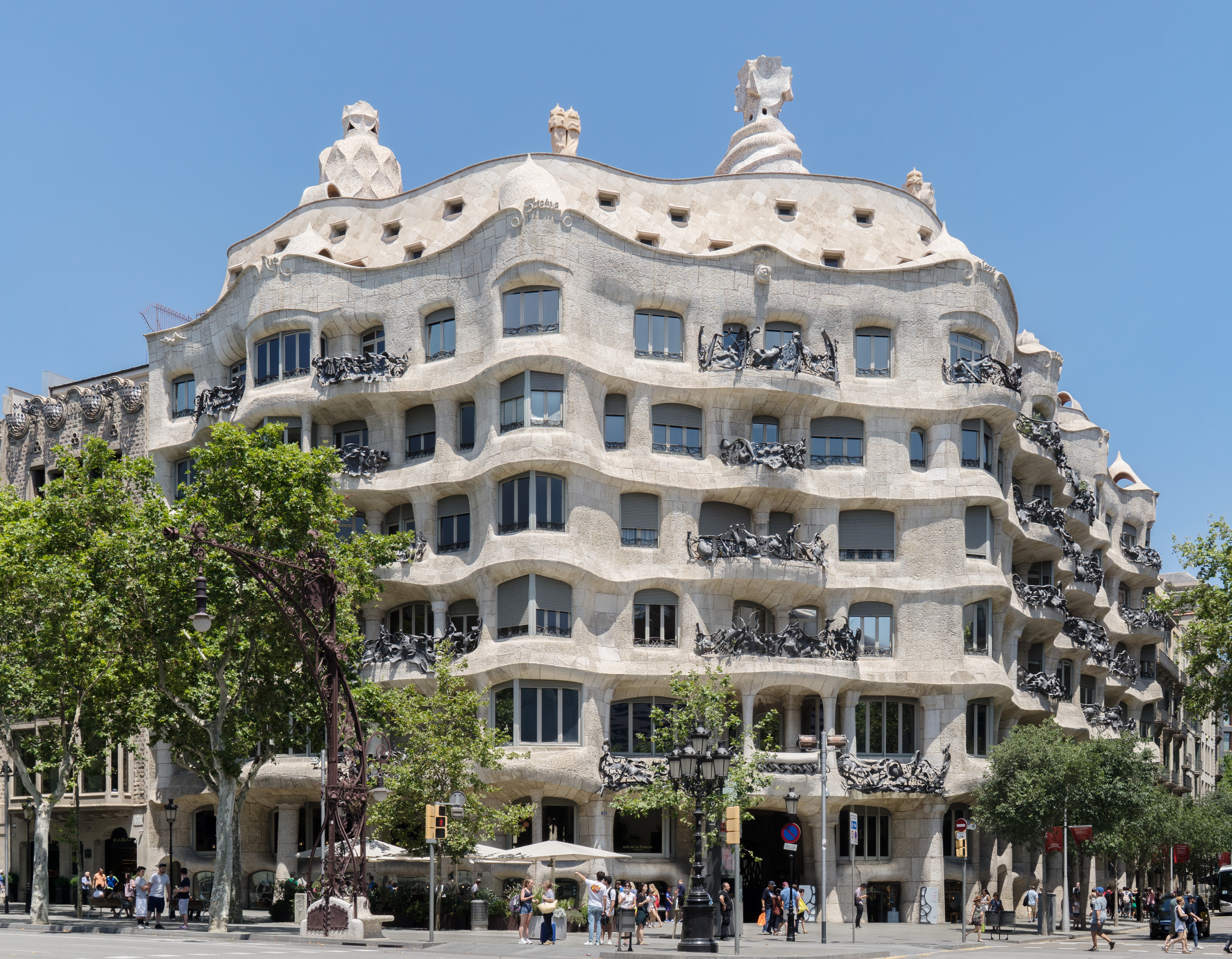
۳. کازا میلا
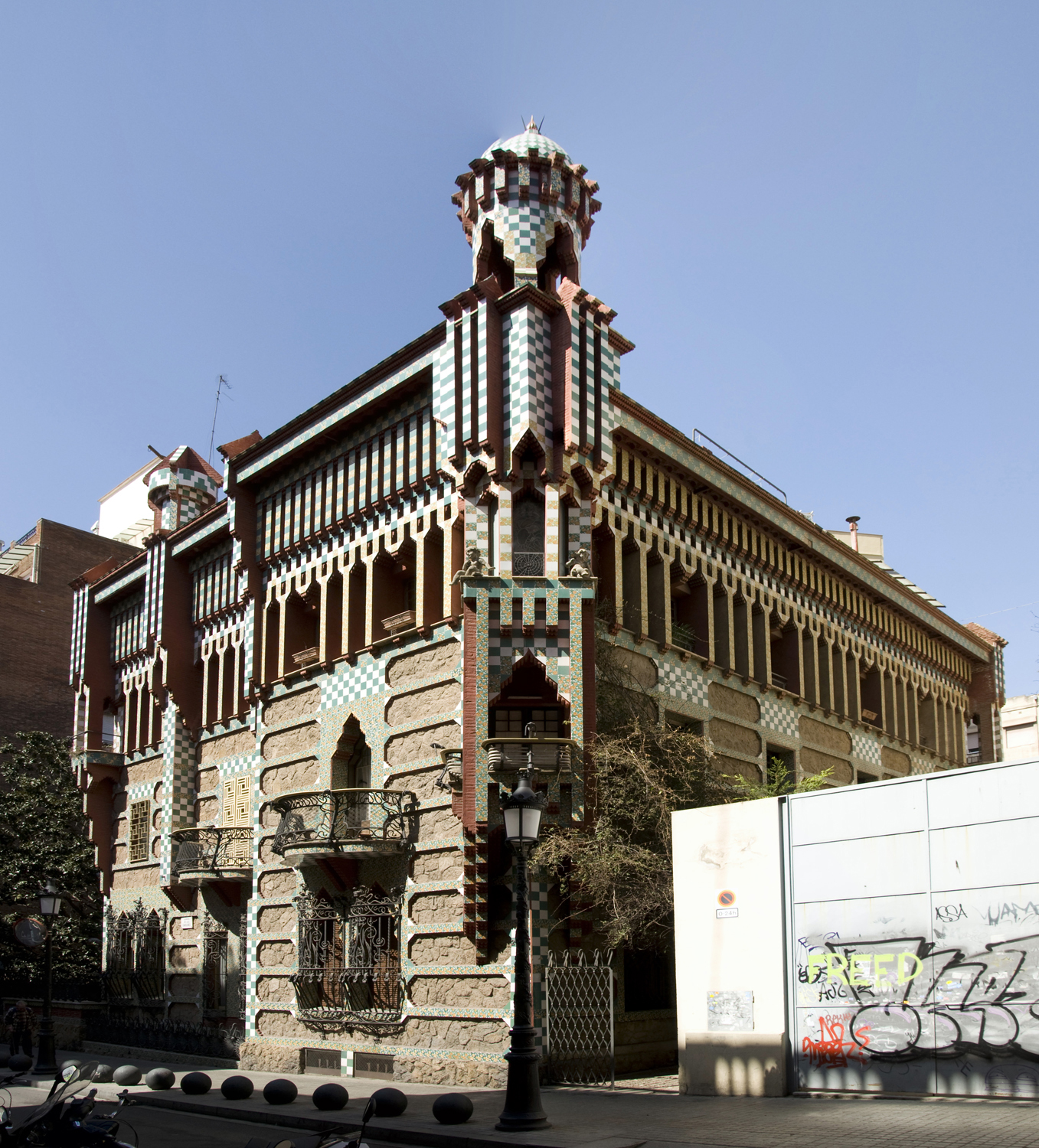
۴. خانه وینس
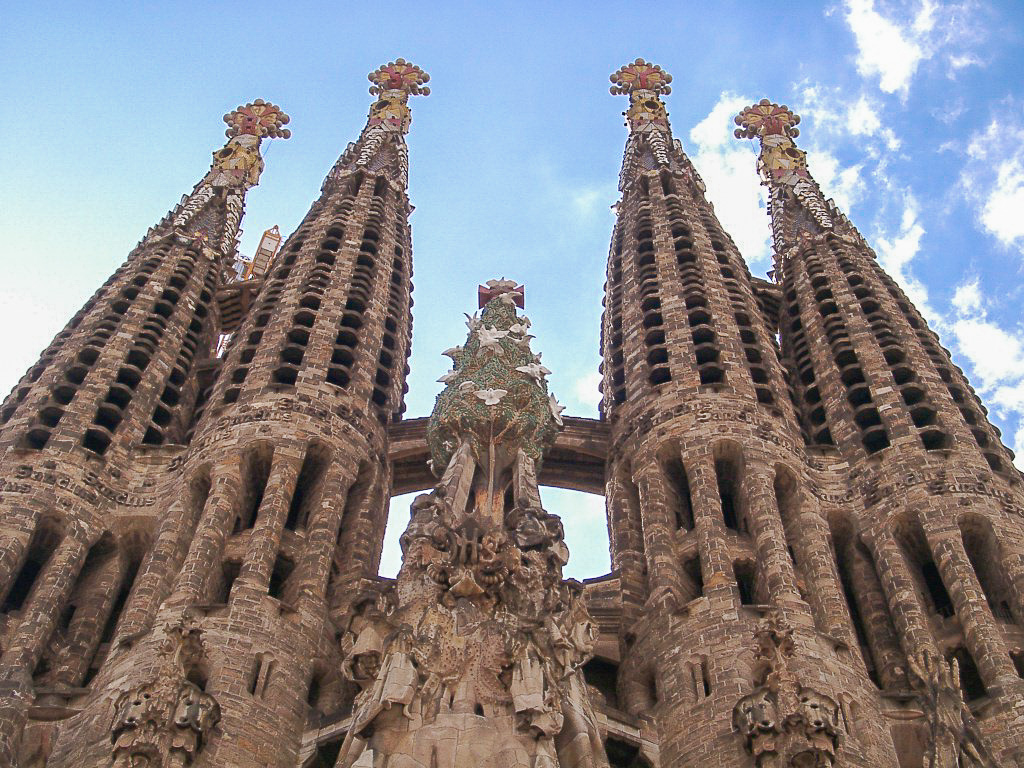
۵. ساگرادا فامیلیا
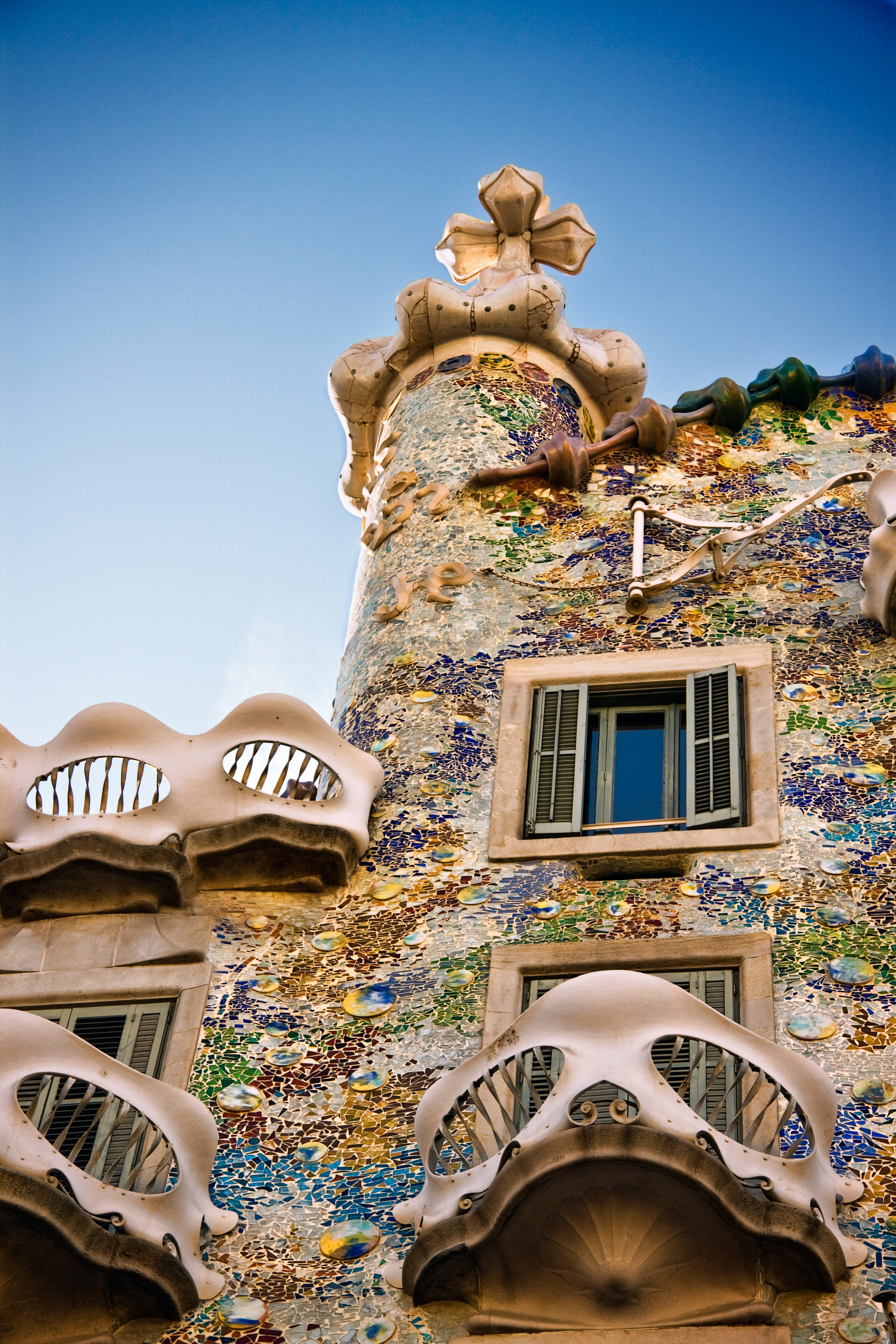
۶. کازا بالیو
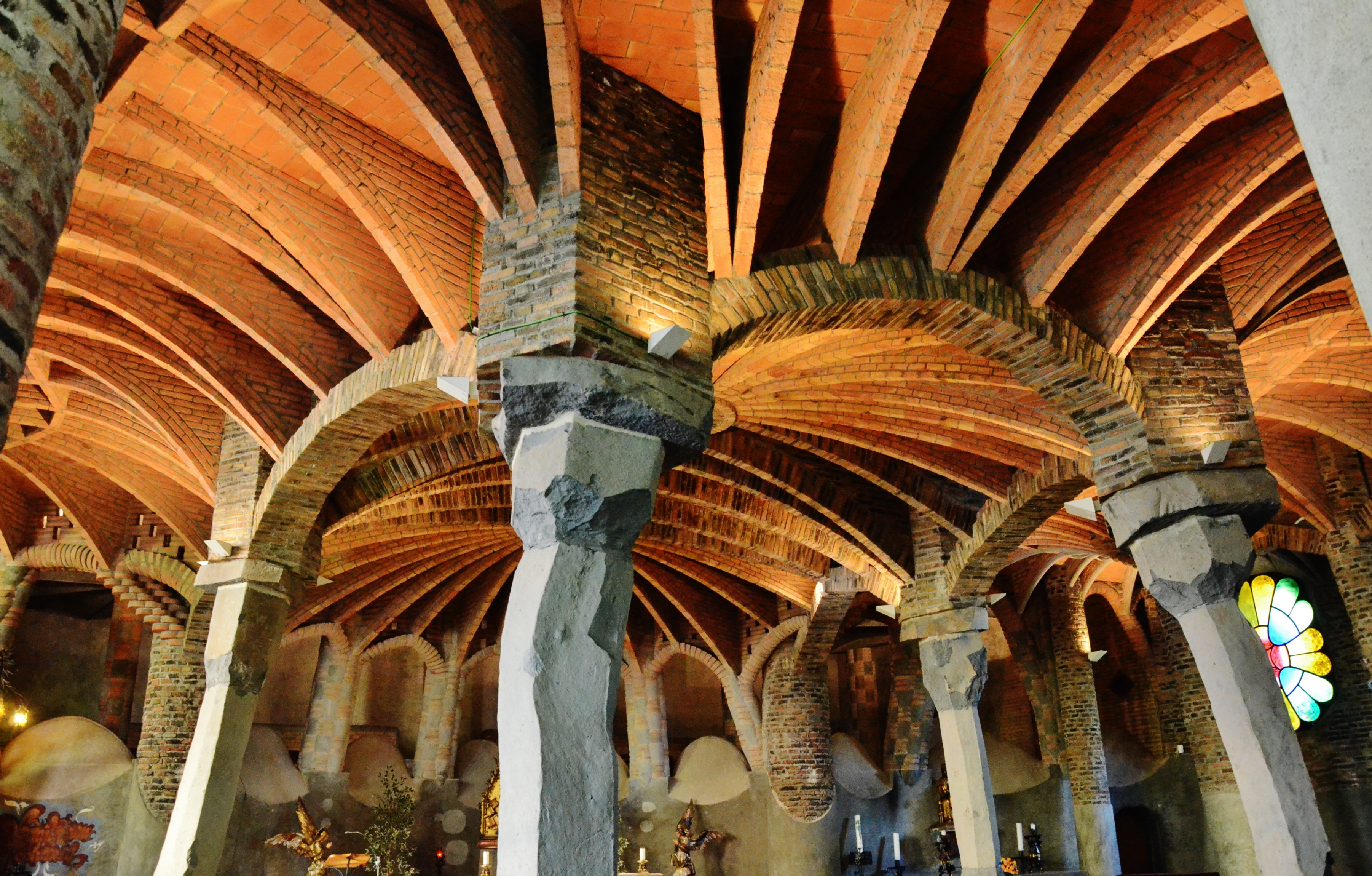
۷. کریپتا گوئل